# Tonawanda (city, New York)
Tonawanda is een plaats (city) in de Amerikaanse staat New York, en valt bestuurlijk gezien onder Erie County.

## Demografie
Bij de volkstelling in 2000 werd het aantal inwoners vastgesteld op 16.136.
In 2006 is het aantal inwoners door het United States Census Bureau geschat op 15.107, een daling van 1029 (-6.4%).

## Geografie
Volgens het United States Census Bureau beslaat de plaats een oppervlakte van
10,6 km², waarvan 9,8 km² land en 0,8 km² water.

## Plaatsen in de nabije omgeving
De onderstaande figuur toont nabijgelegen plaatsen in een straal van 16 km rond Tonawanda.